# 1873 Agenor
1873 Agenor este un asteroid descoperit pe 25 martie 1971 de Cornelis van Houten.